# Jakob Bernoulli
Jakob Bernoulli, ou Jacob, ou Jacques, ou Jacob I Bernoulli (Basileia, 27 de dezembro de 1654 — Basileia, 16 de agosto de 1705), foi um dos muitos matemáticos proeminentes da família Bernoulli. Foi um dos primeiros defensores do cálculo leibniziano e apoiou Gottfried Wilhelm Leibniz durante a controvérsia do cálculo Leibniz–Newton. Ele é conhecido por suas inúmeras contribuições ao cálculo e, junto com seu irmão Johann, foi um dos fundadores do cálculo das variações. Ele também descobriu a constante matemática fundamental. No entanto, sua contribuição mais importante foi no campo da probabilidade, de onde derivou a primeira versão da lei dos grandes números em sua obra Ars Conjectandi.

## Biografia
Jacob Bernoulli nasceu em Basel, Suíça. Seguindo o desejo de seu pai, ele estudou teologia e entrou no ministério. Mas ao contrário dos desejos de seus pais, ele também estudou matemática e astronomia. Ele viajou por toda a Europa de 1676 a 1682, aprendendo sobre as últimas descobertas em matemática e ciências sob as principais figuras da época. Isso incluiu o trabalho de Johannes Hudde, Robert Boyle, e Robert Hooke. Durante esse tempo, ele também produziu uma teoria incorreta dos cometas.
Bernoulli voltou para a Suíça e começou a ensinar mecânica na Universidade de Basel em 1683. Sua tese de doutorado Solutionem tergemini problematis foi apresentada em 1684. Ela foi publicada em 1687.

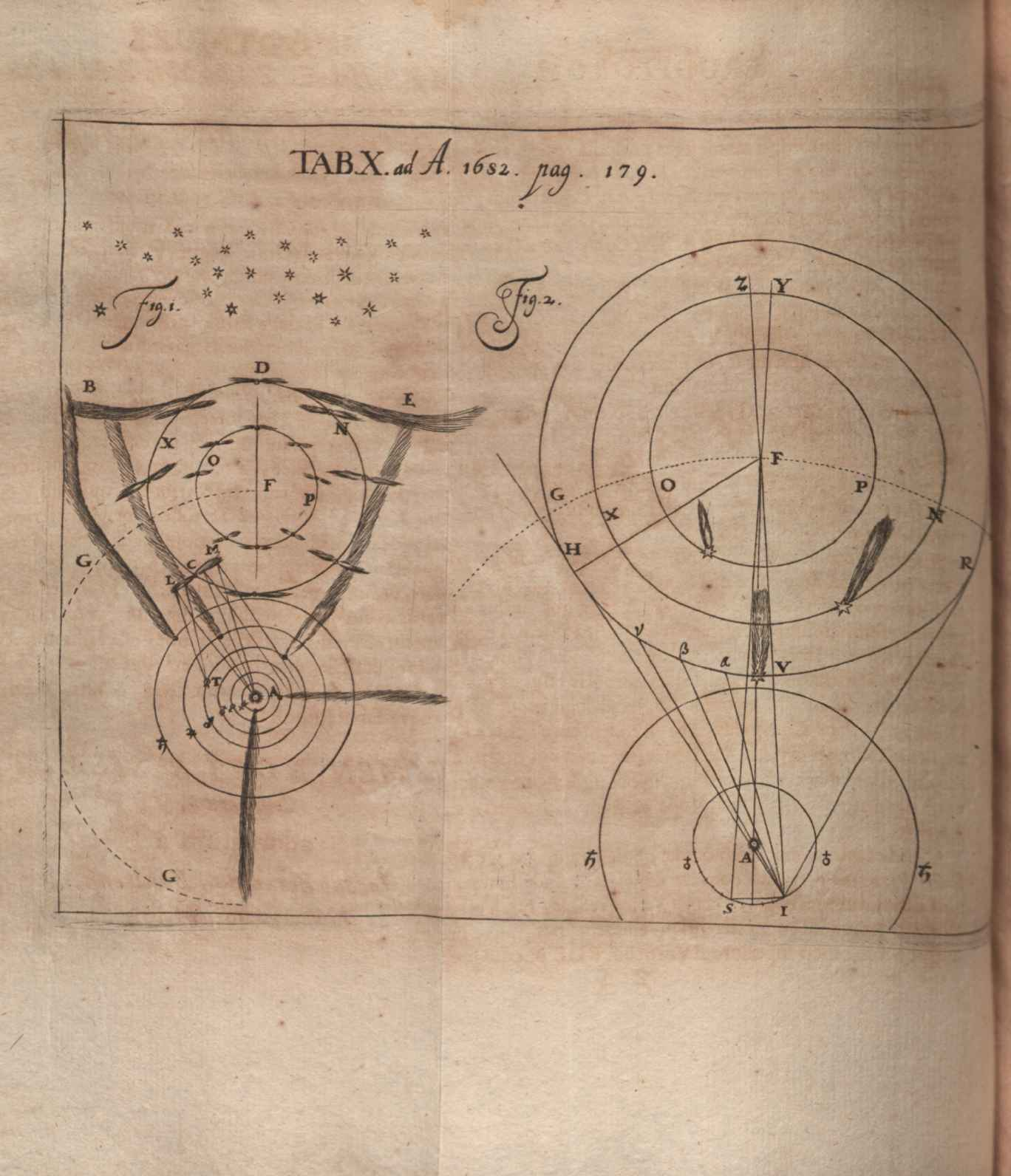
Imagem de Acta Eruditorum (1682) em que foi publicada a crítica ao Conamen novi systematis cometarum de Bernoulli

Em 1684, Bernoulli casou-se com Judith Stupanus; eles tiveram dois filhos. Durante esta década, ele também iniciou uma fértil carreira de pesquisa. Suas viagens permitiram-lhe estabelecer correspondência com muitos matemáticos e cientistas importantes de sua época, que manteve ao longo de sua vida. Durante este tempo, ele estudou as novas descobertas em matemática, incluindo  De ratiociniis em aleae ludo de Christiaan Huygens, La géométrie de Descartes e estudos de Frans van Schooten. Ele também estudou Isaac Barrow e John Wallis, o que o levou a se interessar pela geometria infinitesimal. Além destes, foi entre 1684 e 1689 que muitos dos resultados que viriam a compor Ars Conjectandi foi descoberto.
Ele foi nomeado professor de matemática na Universidade de Basel em 1687, permanecendo nesta posição pelo resto de sua vida. Naquela época, ele havia começado a dar aulas de matemática a seu irmão Johann Bernoulli. Os dois irmãos começaram a estudar o cálculo como apresentado por Leibniz em seu artigo de 1684 sobre o cálculo diferencial em " Nova Methodus pro Maximis et Minimis " publicado na Acta Eruditorum. Eles também estudaram as publicações de von Tschirnhaus. Deve ser entendido que as publicações de Leibniz sobre o cálculo eram muito obscuras para os matemáticos da época e os Bernoullis estavam entre os primeiros a tentar compreender e aplicar as teorias de Leibniz.
Jacob colaborou com seu irmão em várias aplicações do cálculo. No entanto, a atmosfera de colaboração entre os dois irmãos se transformou em rivalidade quando o gênio matemático de Johann começou a amadurecer, com os dois se atacando na mídia impressa e apresentando desafios matemáticos difíceis para testar as habilidades um do outro. Em 1697, o relacionamento havia rompido completamente.
A cratera lunar Bernoulli também recebeu o nome dele juntamente com seu irmão Johann.

## Trabalhos importantes
As primeiras contribuições importantes de Jacob Bernoulli foram um panfleto sobre paralelos de lógica e álgebra publicado em 1685, trabalho sobre probabilidade em 1685 e geometria em 1687. Seu resultado geométrico deu uma construção para dividir qualquer triângulo em quatro partes iguais com duas retas perpendiculares.
Em 1689, ele publicou um importante trabalho sobre séries infinitas e publicou sua lei dos grandes números na teoria da probabilidade. Jacob Bernoulli publicou cinco tratados em séries infinitas entre 1682 e 1704 Os dois primeiros continham muitos resultados, como o resultado fundamental de que {\displaystyle \sum {\frac {1}{n}}} diverge, que Bernoulli acreditava serem novos, mas na verdade haviam sido provados por Pietro Mengoli 40 anos antes. Bernoulli não conseguiu encontrar um formulário fechado para{\displaystyle \sum {\frac {1}{n^{2}}}}, mas ele mostrou que convergiu para um limite finito inferior a 2. Euler foi o primeiro a encontrar a soma dessa série em 1737. Bernoulli também estudou a série exponencial resultante do exame dos juros compostos.
Em maio de 1690, em um artigo publicado na Acta Eruditorum, Jacob Bernoulli mostrou que o problema de determinar a isócrona é equivalente a resolver uma equação diferencial não linear de primeira ordem. A isócrona, ou curva de descida constante, é a curva ao longo da qual uma partícula descerá sob a gravidade de qualquer ponto até o fundo exatamente ao mesmo tempo, não importa qual seja o ponto de partida. Ela havia sido estudada por Huygens em 1687 e Leibniz em 1689. Depois de encontrar a equação diferencial, Bernoulli a resolveu pelo que hoje chamamos de separação de variáveis . O artigo de Jacob Bernoulli de 1690 é importante para a história do cálculo, uma vez que o termo integral aparece pela primeira vez com seu significado de integração. Em 1696 Bernoulli resolveu a equação, agora chamada de equação diferencial de Bernoulli,
{\displaystyle y'=p(x)y+q(x)y^{n}.}

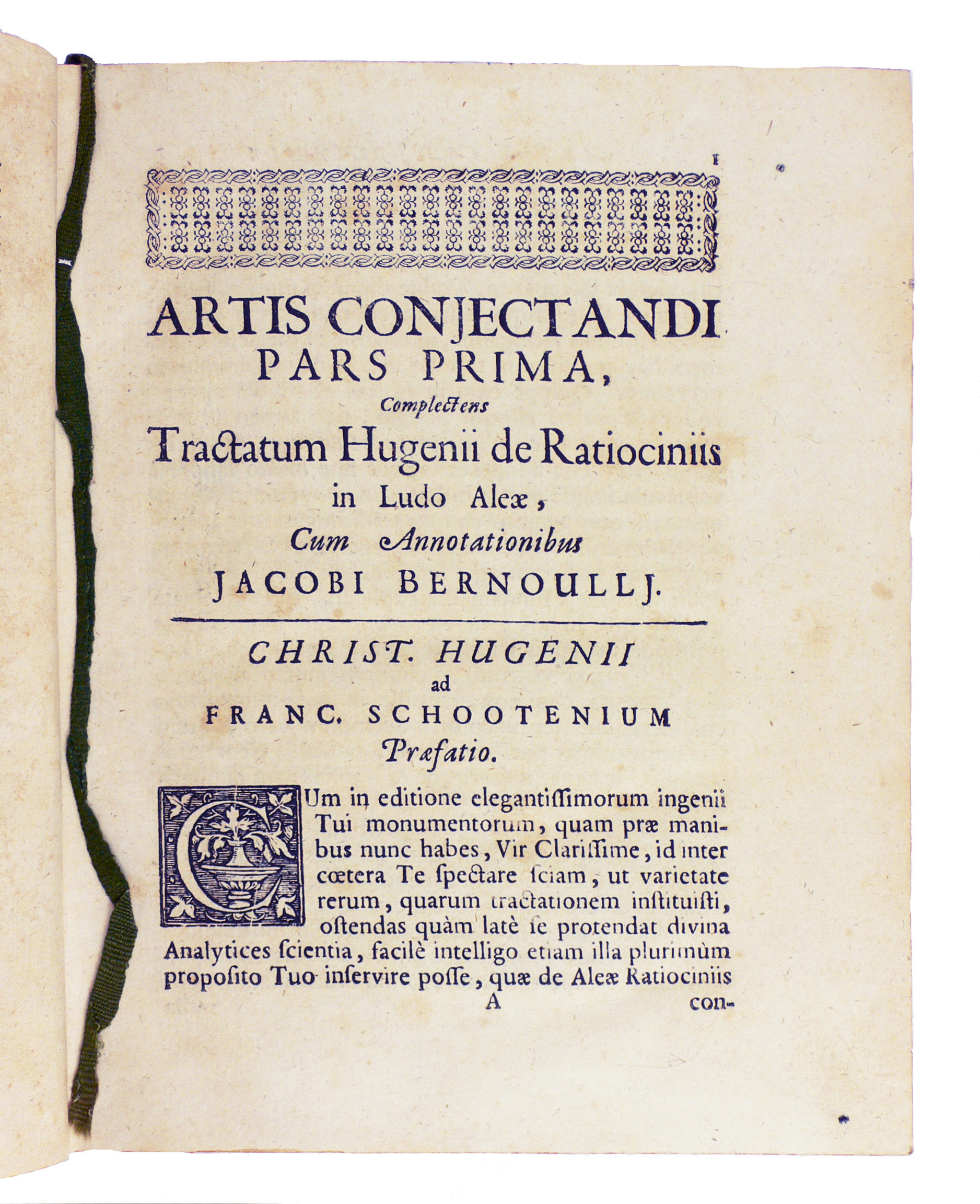
Ars conjectandi, 1713 (Milão, Fondazione Mansutti).

Jacob Bernoulli também descobriu um método geral para determinar a evolução de uma curva como o envelope de seus círculos de curvatura. Ele também investigou curvas cáusticas e, em particular, estudou essas curvas associadas da parábola, a espiral logarítmica e os epiciclóides por volta de 1692. A lemniscata de Bernoulli foi concebida pela primeira vez por Jacob Bernoulli em 1694. Em 1695, ele investigou o problema da ponte levadiça que busca a curva necessária de forma que um peso deslizando ao longo do cabo mantenha sempre a ponte levadiça equilibrada.

O trabalho mais original de Jacob Bernoulli foi Ars Conjectandi publicado em Basel em 1713, oito anos após sua morte. O trabalho estava incompleto no momento de sua morte, mas ainda é um trabalho da maior importância na teoria da probabilidade. No livro, Bernoulli revisou o trabalho de outros sobre probabilidade, em particular o trabalho de van Schooten, Leibniz e Prestet. Os números de Bernoulli aparecem no livro em uma discussão da série exponencial. Muitos exemplos são dados sobre o quanto se esperaria ganhar jogando vários jogos de azar. O termo julgamento de Bernoulli resultou deste trabalho. Existem pensamentos interessantes sobre o que a probabilidade realmente é:
... probabilidade como um grau mensurável de certeza; necessidade e acaso; expectativa moral versus expectativa matemática; a priori, uma probabilidade a posteriori; expectativa de vitória quando os jogadores são divididos de acordo com a destreza; consideração de todos os argumentos disponíveis, sua avaliação e sua avaliação calculável; lei dos grandes números ...
Bernoulli foi um dos promotores mais significativos dos métodos formais de análise superior. Astúcia e elegância raramente são encontradas em seu método de apresentação e expressão, mas há um máximo de integridade.

## Descoberta da constante matemáticae
Em 1683 Bernoulli descobriu a constante e estudando uma questão sobre juros compostos que exigia que ele encontrasse o valor da seguinte expressão (que na verdade é e ) e):
{\displaystyle \lim _{n\to \infty }\left(1+{\frac {1}{n}}\right)^{n}}
Um exemplo é uma conta que começa com $ 1,00 e paga 100% de juros ao ano. Se os juros forem creditados uma vez, ao final do ano, o valor é de R $ 2,00; mas se os juros forem calculados e adicionados duas vezes no ano, $ 1 será multiplicado por 1,5 duas vezes, resultando em $ 1,00 × 1,5² = $ 2,25. Os rendimentos trimestrais compostos $ 1,00 × 1,25 4  = $ 2,4414 ... e os rendimentos mensais compostos $ 1,00 × (1,0833 ...) 12  = $ 2,613035 ....
Bernoulli notou que essa sequência se aproxima de um limite (a força de interesse) para intervalos compostos maiores e menores. A composição semanal rende $ 2,692597 ..., enquanto a composição diária rende $ 2,714567 ..., apenas dois centavos a mais. Usando n como o número de intervalos compostos, com juros de 100% / n em cada intervalo, o limite para n grande é o número que Euler posteriormente denominou e ; com composição contínua, o valor da conta alcançará $ 2,7182818 .... Mais geralmente, uma conta que começa em $ 1 e rende (1+ R ) dólares com juros compostos, renderá e R dólares com composição contínua.

## Tombstone

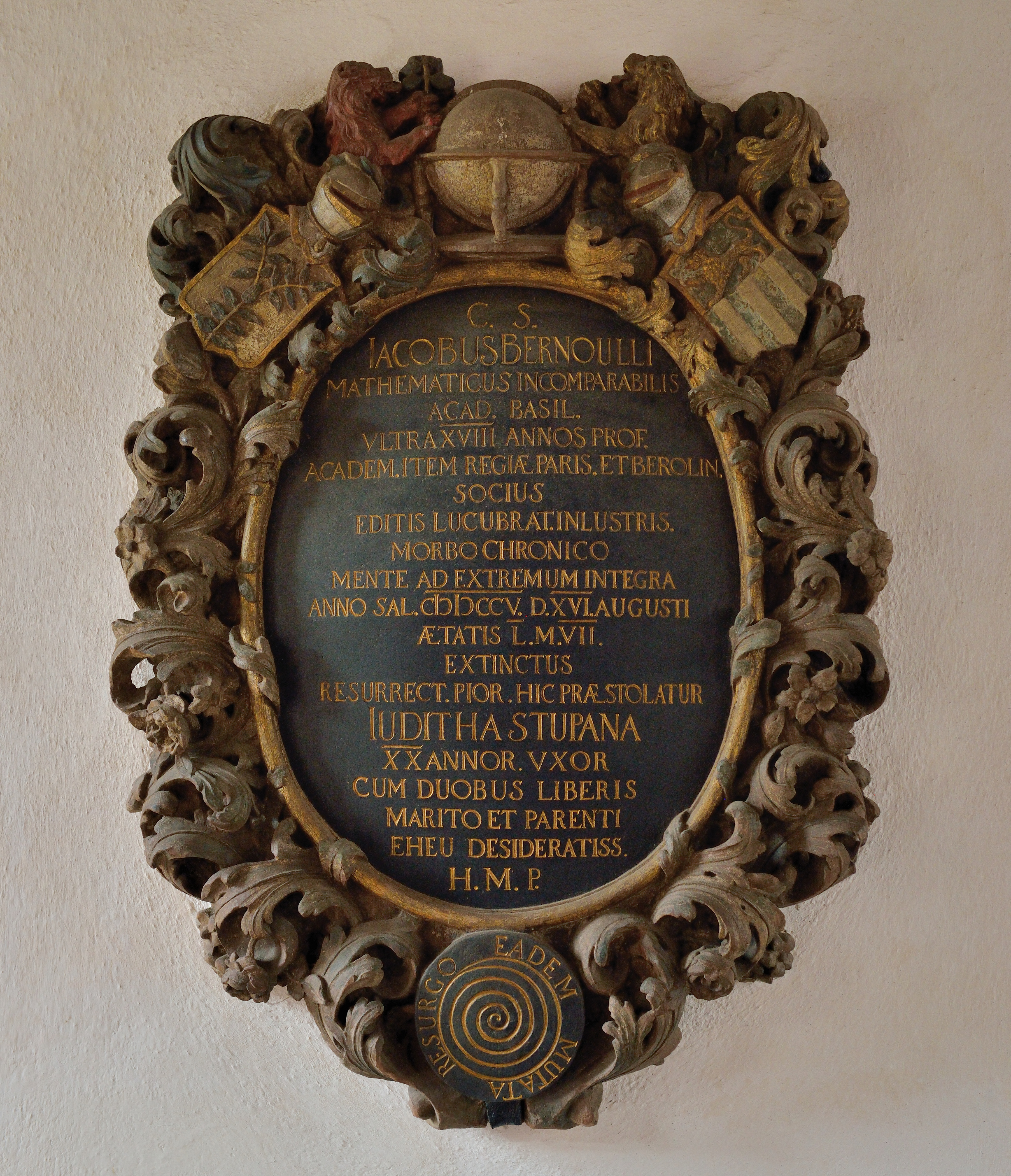
Sepultura, catedral da Basileia

Bernoulli queria uma espiral logarítmica e o lema Eadem mutata resurgo ('Embora mudado, ressuscito o mesmo') gravado em sua lápide. Ele escreveu que a espiral auto-similar "pode ser usada como um símbolo, seja de fortaleza e constância na adversidade, ou do corpo humano, que depois de todas as suas mudanças, mesmo após a morte, será restaurado ao seu ser exato e perfeito". Bernoulli morreu em 1705, mas uma espiral de Arquimedes foi gravada em vez de uma logarítmica.

Tradução da inscrição em latim:

Jacob Bernoulli, o incomparável matemático.
Professor da Universidade de Basel por mais de 18 anos;
membro das Academias Reais de Paris e Berlim; famoso por seus escritos.
De uma doença crônica, de mente sã até o fim;
sucumbiu no ano da graça de 1705, a 16 de agosto, com a idade de 50 anos e 7 meses, aguardando a ressurreição.
Judith Stupanus,
sua esposa por 20 anos,
e seus dois filhos ergueram um monumento ao marido e pai de quem tanto sentem falta.

## Trabalhos
- Conamen novi systematis cometarum (em latim). Amstelaedami: apud Henr. Wetstenium. 1682 (title roughly translates as "A new hypothesis for the system of comets".)
- De gravitate aetheris (em latim). Amstelaedami: apud Henricum Wetstenium. 1683
- Ars conjectandi, opus posthumum, Basileae, impensis Thurnisiorum Fratrum, 1713.
- Opera (em latim). 1. Genève: heritiers Cramer & frères Philibert. 1744
  - Opera (em latim). 2. Genève: heritiers Cramer & frères Philibert. 1744

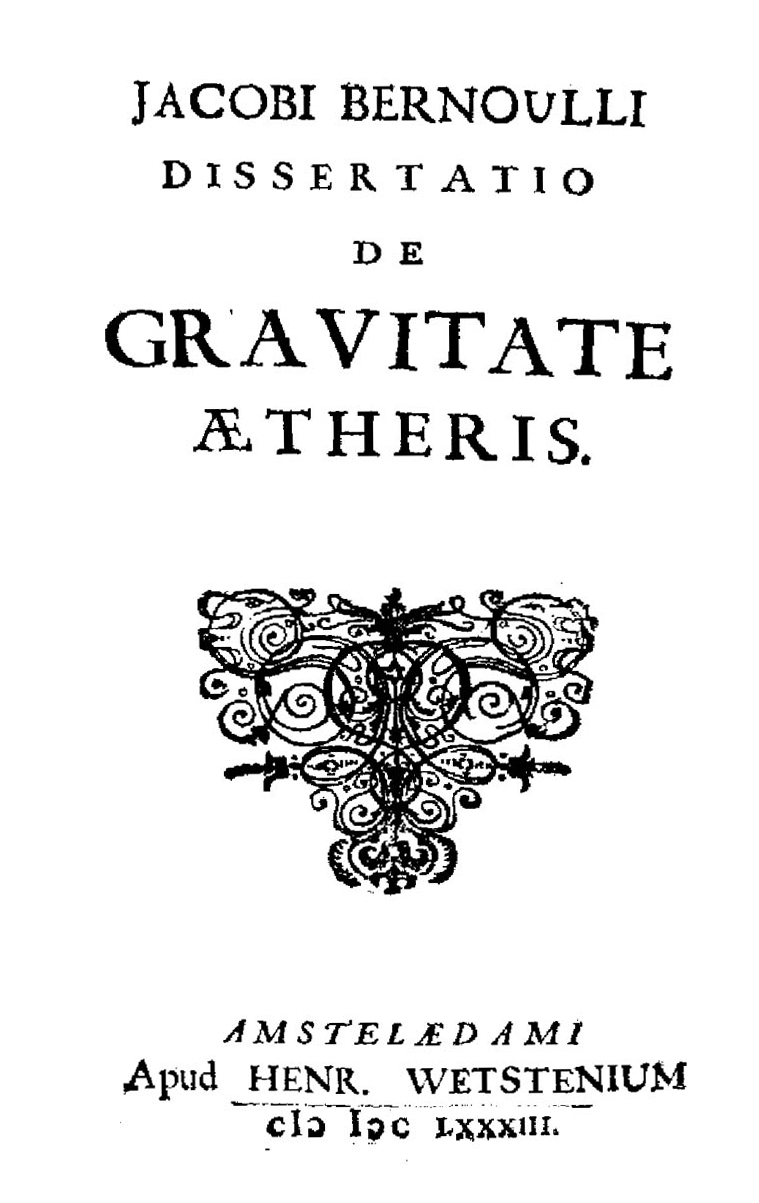
De gravitate aetheris, 1683
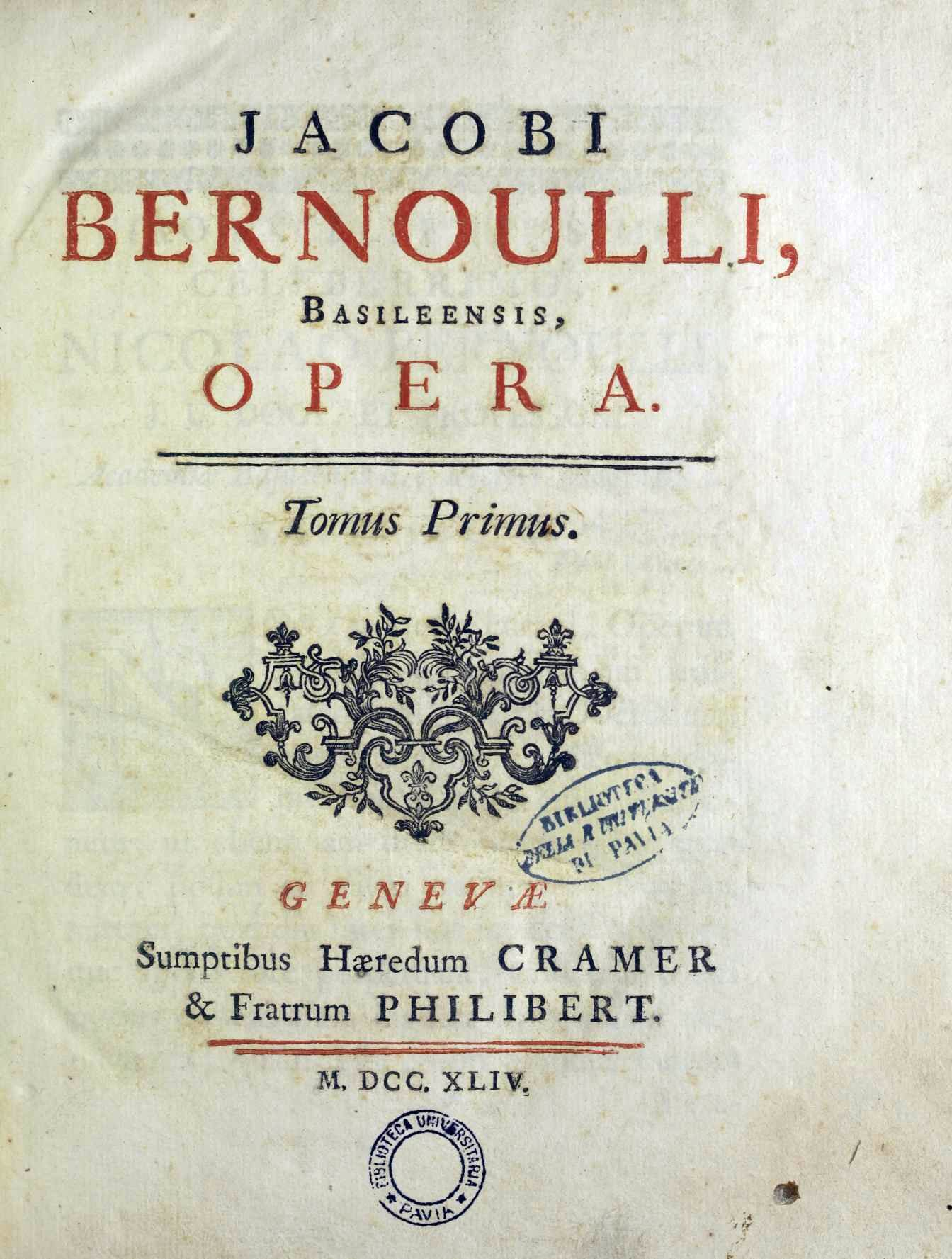
Opera, vol 1, 1744

## Epônimos
- Desigualdade de Bernoulli {\displaystyle (1+x)^{n}>1+nx}
- Hipótese de Bernoulli
- Números de Bernoulli
- Equação diferencial de Bernoulli
- Distribuição de Bernoulli
- Polinômios de Bernoulli
- Processo de Bernoulli
- Lemniscata de Bernoulli